# Helen Wyman
Helen Wyman (ur. 4 marca 1981 w St Albans) – brytyjska kolarka przełajowa i szosowa, brązowa medalistka przełajowych mistrzostw świata.

## Kariera
Największy sukces w karierze Helen Wyman osiągnęła w 2014 roku, kiedy zdobyła brązowy medal w kategorii elite podczas przełajowych mistrzostw świata w Hoogerheide. W zawodach tych wyprzedziły ją jedynie Holenderka Marianne Vos oraz Włoszka Eva Lechner. Była także piąta na mistrzostwach świata w Zeddam w 2006 roku oraz dziewiąta na rozgrywanych rok późnej mistrzostwach świata w Hooglede. W Pucharze Świata w kolarstwie przełajowym najlepsze wyniki osiągnęła w sezonie 2012/2013, kiedy zajęła czwartą pozycję w klasyfikacji generalnej. Wielokrotnie zdobywała tytuł mistrzyni kraju w kolarstwie przełajowym.